# Cwetlin Jowczew
Cwetlin Jowczew, bułg. Цветлин Йовчев (ur. 7 maja 1964 w Plewenie) – bułgarski funkcjonariusz służb specjalnych, urzędnik państwowy i nauczyciel akademicki, w latach 2009–2011 prezes Agencji Bezpieczeństwa Narodowego (DANS), w latach 2013–2014 wicepremier oraz minister spraw wewnętrznych.

## Życiorys
W 1987 ukończył Akademię Marynarki Wojennej im. Nikoły Wapcarowa w Warnie ze specjalnością inżynierską, w 1999 uzyskał magisterium z ekonomii na Uniwersytecie Sofijskim. W 2010 obronił doktorat z zakresu informacji naukowej, został wykładowcą stołecznego uniwersytetu UniBIT w Sofii (specjalizującego się w bibliotekoznawstwie i technologiach informacyjnych). Od 1987 do 1992 pracował we flocie handlowej i jako zastępca dyrektora przedsiębiorstwa. W 1993 przeszedł do pracy w kontrwywiadzie (NSS), gdzie obejmował stanowiska dyrektora działu, dyrektora departamentu i zastępcy dyrektora służby. W 2008, po przekształceniu NSS w Agencję Bezpieczeństwa Narodowego (DANS), zajmował stanowisko dyrektora generalnego, a od sierpnia 2009 do lutego 2011 prezesa agencji. Następnie był doradcą premiera Bojka Borisowa, zajął się też prowadzeniem działalności gospodarczej. Od 2012 do 2013 kierował gabinetem prezydenta Rosena Plewneliewa. W maju 2013 objął urząd ministra spraw wewnętrznych w gabinecie Płamena Oreszarskiego (jako osoba bezpartyjna). W czerwcu tegoż roku został dodatkowo wicepremierem w tym rządzie. Obie funkcje pełnił do sierpnia 2014.
Żonaty z Mileną, ma jednego syna.